# Ciclismo nos Jogos da Commonwealth de 2006
O ciclismo nos Jogos da Commonwealth de 2006 foi realizado em Melbourne, na Austrália, entre 16 e 26 de março. As provas de ciclismo de pista foram disputadas na Arena Multiuso, o ciclismo de estrada na St Kilda Foreshore and Beach Road (contra o relógio) e no circuito do Real Jardim Botânico e os eventos do mountain bike no Circuito de Mountain Bike no Parque Lysterfield.

## Medalhistas

### Pista
Masculino
| Evento                  | Ouro                                                               | Prata                                                           | Bronze                                                                  |
| Velocidade              | Ryan Bayley AUS Austrália                                          | Ross Edgar SCO Escócia                                          | Travis Smith CAN Canadá                                                 |
| Velocidade por equipes  | Ross Edgar Chris Hoy Craig MacLean SCO Escócia                     | Matthew Crampton Jason Queally Jamie Staff ENG Inglaterra       | Ryan Bayley Shane Kelly Shane Perkins AUS Austrália                     |
| Contra o relógio        | Ben Kersten AUS Austrália                                          | Jason Queally ENG Inglaterra                                    | Chris Hoy SCO Escócia                                                   |
| Perseguição individual  | Paul Manning ENG Inglaterra                                        | Rob Hayles ENG Inglaterra                                       | Steve Cummings ENG Inglaterra                                           |
| Perseguição por equipes | Steve Cummings Rob Hayles Paul Manning Chris Newton ENG Inglaterra | Ashley Hutchinson Matthew Goss Stephen Wooldridge AUS Austrália | Hayden Godfrey Timothy Gudsell Marc Ryan Peter Lathan NZL Nova Zelândia |
| Scratch race            | Mark Cavendish IOM Ilha de Man                                     | Ashley Hutchinson AUS Austrália                                 | James McCallum SCO Escócia                                              |
| Corrida por pontos      | Sean Finning AUS Austrália                                         | Hayden Roulston NZL Nova Zelândia                               | Geraint Thomas WAL País de Gales                                        |
| Keirin                  | Ryan Bayley AUS Austrália                                          | Travis Smith CAN Canadá                                         | Ross Edgar SCO Escócia                                                  |

Feminino
| Evento                 | Ouro                              | Prata                             | Bronze                      |
| Velocidade             | Victoria Pendleton ENG Inglaterra | Anna Meares AUS Austrália         | Kerrie Meares AUS Austrália |
| Contra o relógio       | Anna Meares AUS Austrália         | Victoria Pendleton ENG Inglaterra | Kerry Meares AUS Austrália  |
| Perseguição individual | Katie Mactier AUS Austrália       | Katherine Bates AUS Austrália     | Emma Jones ENG Inglaterra   |
| Corrida por pontos     | Katherine Bates AUS Austrália     | Rochelle Gilmore AUS Austrália    | Kate Cullen SCO Escócia     |

### Estrada
Masculino
| Evento                   | Ouro                         | Prata                          | Bronze                            |
| Estrada                  | Mathew Hayman AUS Austrália  | David George RSA África do Sul | Allan Davis AUS Austrália         |
| Estrada contra o relógio | Nathan O'Neill AUS Austrália | Ben Day AUS Austrália          | Gordon McCauley NZL Nova Zelândia |

Feminino
| Evento                   | Ouro                         | Prata                     | Bronze                         |
| Estrada                  | Nathalie Bates AUS Austrália | Oenone Wood AUS Austrália | Nicole Cooke WAL País de Gales |
| Estrada contra o relógio | Oenone Wood AUS Austrália    | Kathy Watt AUS Austrália  | Sara Carrigan AUS Austrália    |

### Mountain bike
Masculino
| Evento        | Ouro                        | Prata                          | Bronze                    |
| Cross-country | Liam Killeen ENG Inglaterra | Oli Beckingsale ENG Inglaterra | Seamus McGrath CAN Canadá |

Feminino
| Evento        | Ouro                            | Prata                           | Bronze                  |
| Cross-country | Marie-Hélène Prémont CAN Canadá | Rosara Joseph NZL Nova Zelândia | Kiara Bisaro CAN Canadá |

## Quadro de medalhas
Oito delegações conquistaram medalhas:
| Ordem | País          | Medalha de ouro | Medalha de prata | Medalha de bronze | Total |
| ----- | ------------- | --------------- | ---------------- | ----------------- | ----- |
| 1     | Austrália     | 11              | 8                | 5                 | 24    |
| 2     | Inglaterra    | 4               | 5                | 2                 | 11    |
| 3     | Escócia       | 1               | 1                | 4                 | 6     |
| 4     | Canadá        | 1               | 1                | 3                 | 5     |
| 5     | Ilha de Man   | 1               |                  |                   | 1     |
| 6     | Nova Zelândia |                 | 2                | 2                 | 4     |
| 7     | África do Sul |                 | 1                |                   | 1     |
| 8     | País de Gales |                 |                  | 2                 | 5     |
| TOTAL | TOTAL         | 18              | 18               | 18                | 54    |